# 山下肇
山下 肇（やました はじめ、1920年5月2日 - 2008年10月6日）は、日本のドイツ文学者、東京大学教養学部名誉教授。

## 来歴・人物
現在の東京都目黒区下目黒に生まれる。幼少期に時習学館で戸田城聖の教えを受ける。府立高等学校在学中、学生歌『青春という』を作詞した。1942年9月に東京帝国大学文学部独文科を繰り上げ卒業し、陸軍に入隊して出征した。
第二次世界大戦後に軍隊から復員し、旧制浦和高等学校教授ののち、1950年東京大学教養学部ドイツ語助教授となる。のち教授に昇進し、1969年から評議員に就任して、1971年 - 1972年には教養学部長を務めた。1981年に定年退官して、名誉教授となる。その後、関西大学教授を務めた。
この間学外では、1959年に再発足した日本戦没学生記念会（わだつみ会）事務局を引き受けて、『きけ わだつみのこえ』の復刊を実現させる。同会顧問、大学生協東京事業連合理事長にも就いた。死去時には「わだつみのこえ記念館」館長であった。
ユダヤ神秘主義研究、ゲーテ、ヘッセ、カフカなどドイツ文学の翻訳のほか、1955年『大学の青春・駒場』ほか多数の教養主義に裏打ちされた著書がある。
1982年にエルンスト・ブロッホ『希望の原理』の翻訳で日本翻訳文化賞
を受賞した。高橋武智によると、叙勲は固辞し続けたという。
2008年10月6日、虚血性心不全のため88歳で死去。

## 親族
次男山下萬里もドイツ文学者で拓殖大学名誉教授。
6歳下の次弟の三郎は、泉三太郎の筆名でロシア文学を翻訳。8歳下の末弟の大四郎は三角寛の婿養子となり、三浦大四郎の名で映画館経営者や演劇プロデューサーとして活動した。
父方は埼玉県川越の旧家で、日興証券創業者の遠山元一の親類にあたる。肇の父方の大叔父である山下経治が遠山元一の妹の静子と結婚している。
母方をとおして、幕末の豪商として知られる「伊勢八」の七代目・加太八兵衛の出た「加太（かぶと）家」の子孫であり、同じく加太家の子孫である評論家加太こうじと、その縁で共著『ふたりの昭和史』を出している。加太こうじは、肇の母方の祖母の祖父である加太八兵衛孝成（孝成は六代目八兵衛であり、弟が七代目八兵衛）の弟の加太民之助の曾孫にあたる。江戸に出ず、伊勢に残った加太家の子孫が、明治の官僚・政治家の加太邦憲である。
母の次兄の光（ひかる）は星亨の養嗣子となり、小田原急行鉄道監査役を務めた。

## 著書
- 「カフカの世界 実存のロマネスク」 早川書房 、1953
- 「駒場 大学の青春」 光文社 、1956 カッパ・ブックス
- 「青春の広場に立ちて」 社会思想研究会出版部・現代教養文庫、1956
- 「詩人の運命」 パトリア、1957
- 「現代学生論」 平凡社、1957
- 「火を囲んで 現代学生手帖」 ダヴィッド社、1957
- 「学生の生き方 歴史と現実、思想と行動」 青春出版社、1958
- 「誰もが言わねばならぬ」 室町パブリシティー、1960
- 「現代の教養」 青春出版社、1960
- 「あすの女性へのことば」 有信堂、1960
- 「学生はどこへいく 大学と大学生」 文藝春秋新社、1961
- 「詩心旅情」 大和書房、1964
- 「若き燃焼のために」 番町書房、1965
- 「カフカ 現代の証人」 朝日出版社、1971
- 「大学の日日 危機にある大学と学生」 有信堂、1972
- 「ドイツ文学とその時代 夢の顔たちの森」 有信堂、1976
- 「東大駒場三十年 教養学部と私と」 北樹出版、1979
- 「近代ドイツ・ユダヤ精神史研究 ゲットーからヨーロッパへ」
　有信堂高文社、1980→ 講談社学術文庫、1995
- 「仙宙軒随想」 広論社、1981
- 「京の夢大坂の夢」 編集工房ノア 、1987
- 「学徒出陣五十年」 岩波ブックレット 、1993
- 「蓼科幾歳月」 信濃毎日新聞社、2003
- 「時習学館と戸田城聖 私の幼少年時代」 潮出版社、2006

## 共編共著
- 「ドイツ抵抗文学」 佐藤晃一共著 東京大学出版会、1954（東大新書）
- 「文学のなかの教師」 国分一太郎、小田切秀雄共編 明治図書出版、1957
- 「文学の基礎知識」 安東次男、篠田一士共編 青春出版社、1960
- 「ふたりの昭和史」 加太こうじ共著 文藝春秋新社、1964
- 「日本戦没学生の手記」 古山洋三共編 大和書房、1968
- 「ゲーテ読本」 潮出版社、1992、新版1999

## 翻訳
- 「寓話」 レッシング 日本評論社、1949
- 「バッハの思い出」 バッハ夫人（偽作で実際はエスター・メイネルの著作）、ダヴィッド社、1950→ 講談社学術文庫、1997
- 「第七の十字架」 アンナ・ゼーガース 新村浩共訳 筑摩書房、1952→ 河出書房新社、1972→ 岩波文庫（上下）、2018
- 「聖なる春」 ライナー・マリア・リルケ ダヴィッド社、1954
- 「炎と果実 ある青春と地下室の記録」 G.ヴァイゼンボルン 岩波書店、1954
- 「第一列」シュテファン・ヘルムリーン 岩波書店、1955
- 「現代人の心理構造」 A・アードラー 日本教文社、1957→「人間をかんがえる　アドラーの個人心理学入門」（山下萬里 改訳）河出書房新社、2021
- 「青春彷徨 ペーター・カーメンチント」 ヘルマン・ヘッセ 社会思想研究会出版部、1957（現代教養文庫）
- 「変身」 フランツ・カフカ 岩波文庫、1958→「変身・断食芸人」（山下萬里 改訳）同、2004
- 「廃墟からの再生 戦後ドイツの企業家たち」 クルト・リース、土方学共訳 平凡社、1958
- 「マリー・アントワネット 或る月並な女人の肖像」 シュテファン・ツヴァイク、角川文庫（上下）、1958-59→ 新装復刊1984
- 「現代の悲惨と偉大」 F.C.ヴァイスコップ 増田義男共訳 至誠堂、1959
- 「スピリ少年少女文学全集 3 ふしぎな城」 子安美知子共訳 白水社、1960
- 「ヴィルヘルム・マイスターの遍歴時代」 ゲーテ「全集6」人文書院、1962
- 「ゲーテとの対話」 ヨハン・エッカーマン、岩波文庫（上中下）、1968-69、改版2012、ワイド版2001
- 「ジョゼフ・フーシェ ある政治的人間の肖像」 ツヴァイク 潮出版社・文庫、1971→中公文庫（山下萬里 改訳）2024
- 「大公殿下」 トーマス・マン「全集2」新潮社、1972
- 「レヴィンの水車」ヨハネス・ボブロウスキー、石丸昭二共訳 河出書房新社、1977
- 「リトアニアのピアノ」ヨハネス・ボブロウスキー、石丸昭二共訳 河出書房新社、1980
- 「希望の原理 第1・2・3巻」 エルンスト・ブロッホ、新井皓士他共訳 白水社、1982
- 「ユダヤ神秘主義 その主潮流」 ゲルショム・ショーレム 法政大学出版局、1985
- 「ゲーテ全集 3 ファウスト」潮出版社、1992、新版2003
- 「ミグロの冒険 スイスの暮しを支えるミグロ生協の歩み」 アルフレート・A.ヘスラー 山下萬里共訳 岩波書店、1996